# 威廉·奧費萊恩

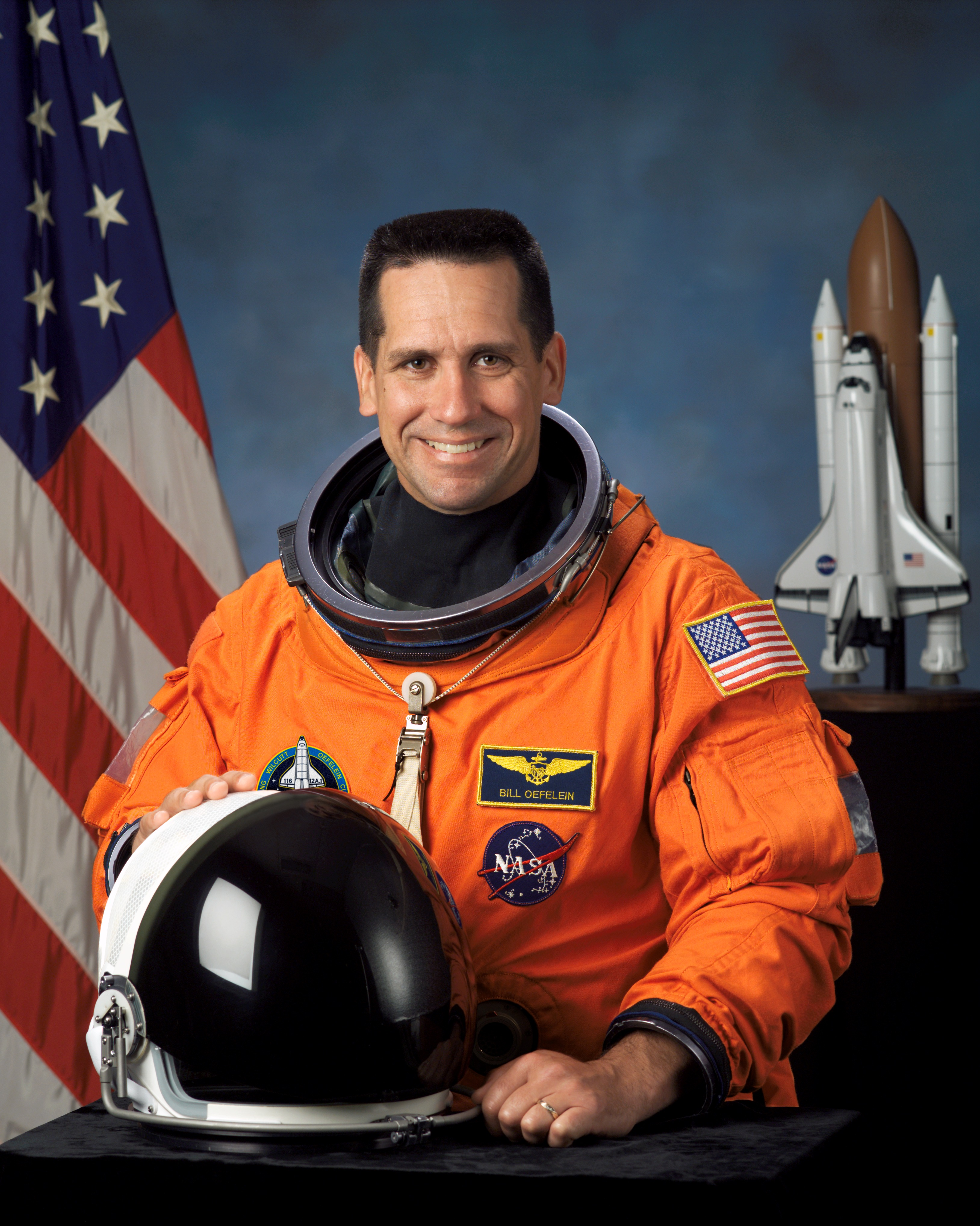
William Anthony "Bill" Oefelein

威廉·奧費萊恩 (William Anthony "Bill" Oefelein)，是美國穿梭機機師太空人，生於1965年3月29日美國維吉尼亞州比福爾堡。

## 相關
- 發現號太空梭 STS-116
- 莉薩·諾瓦克
- 三角戀

## 外部參考
- 穿梭機的機師奧費萊恩[永久]
- NASA biography （页面存档备份，存于）
- Spacefacts biography of William Oefelein （页面存档备份，存于）
- NASA - Bill Oefelein's STS-116 Mission Blog （页面存档备份，存于）
- NASA biography from 1998 （页面存档备份，存于）
- From the Last to the Final Frontier - An Alaskan in Outer Space （页面存档备份，存于）